# Padrón
Padrón település Spanyolországban, A Coruña tartományban. Padrón Teo, A Estrada, Pontecesures, Valga, Dodro és Rois községekkel határos. Lakosainak száma 8256 fő (2024).

## Népesség
A település népessége az utóbbi években az alábbiak szerint változott:
| Lakosok száma | 9295 | 9070 | 9016 | 8968 | 8924 | 8693 | 8581 | 8384 | 8317 | 8256 |
|               | 2001 | 2004 | 2006 | 2009 | 2011 | 2014 | 2016 | 2019 | 2021 | 2024 |